# Ropalidia pilosa
Ropalidia pilosa är en getingart som först beskrevs av Smith 1859.  Ropalidia pilosa ingår i släktet Ropalidia och familjen getingar. Inga underarter finns listade i Catalogue of Life.